# Mládí v hajzlu (film)
Mládí v hajzlu (v anglickém originále Youth in Revolt) je americký hraný film z roku 2009. Natočil jej režisér Miguel Arteta. Scénář napsal Gustin Nash podle stejnojmenné knihy od C. D. Payna. Hlavní role ve filmu hráli Michael Cera a Portia Doubleday, dále se v něm představili například Steve Buscemi, Ray Liotta a Zach Galifianakis. Hudbu k němu složil John Swihart. Jeho producentem byl David Permut a distribuovaly jej společnosti The Weinstein Company a Dimension Films.

## Obsazení
| Michael Cera      | Nick Twisp a François Dillinger |
| Portia Doubleday  | Sheeni Saunders                 |
| Jean Smart        | Estelle Twisp                   |
| Zach Galifianakis | Jerry                           |
| Erik Knudsen      | Lefty                           |
| Adhir Kalyan      | Vijay Joshi                     |
| Steve Buscemi     | George Twisp                    |
| Fred Willard      | Pan Ferguson                    |
| Ari Graynor       | Lacey                           |
| Ray Liotta        | Lance Wescott                   |
| Justin Long       | Paul Saunders                   |
| Rooney Mara       | Taggarty                        |
| Jade Fusco        | Bernice Lynch                   |
| M. Emmet Walsh    | Pan Saunders                    |
| Mary Kay Place    | Paní Saundersová                |